# Mashle
Mashle: Magic and Muscles (マッシュル, Masshuru) est un shōnen manga écrit et dessiné par Hajime Komoto (en). Il est prépublié du 27 janvier 2020 au 3 juillet 2023 dans le Weekly Shōnen Jump, puis publié en volumes reliés par l'éditeur japonais Shūeisha avec un total de 18 tomes. La version française est éditée par Kazé d'avril 2021 à septembre 2022, et Crunchyroll depuis octobre 2022.
La série est adaptée en anime avec une première saison diffusée d'avril 2023 à juillet 2023 et une seconde saison diffusée de janvier 2024 à mars 2024. Une troisième saison a été annoncée.

## Synopsis
Dans un monde où la magie est omniprésente, un jeune garçon du nom de Mash Burnedead passe ses journées à la musculation et à manger des choux à la crème. Mais un jour, un policier découvre son secret, il n'a pas de pouvoir magique, ce qui est puni de mort. Pour survivre, il doit postuler à l'académie de magie d'Easton et devenir le nouvel Elu Divin, ou le policier le livrera aux autorités.

## Personnages
Mash Burnedead (マッシュ・バーンデッド, Masshu Bāndeddo)
Voix japonaise : Chiaki Kobayashi, voix française : Adrien Larmande,
Un jeune homme né sans magie, mais qui compense avec ses capacités physiques. Il adore les choux à la crème. Il est direct et impassible, mais gentil et altruiste avec ses amis.
Finn Ames (フィン・エイムズ, Fin Eimuzu)
Voix japonaise : Reiji Kawashima (ja), voix française : Hervé Grull,
Le camarade de chambre de Mash à l'académie. Il utilise la magie d'échange. Son frère aîné est Rayne Ames, l'actuel Élu Divin (Shinkakusha).
Lance Crown (ランス・クラウン, Ransu Kuraun)
Voix japonaise : Kaito Ishikawa, voix française : Tony Marot,
Le rival de Mash. Il protège sa sœur adorée qui risque de perdre sa magie à cause d'une maladie et a juré de devenir un Élu Divin pour la sauver. Il utilise la magie de la gravité.
Dot Barrett (ドット・バレット, Dotto Baretto)
Voix japonaise : Takuya Eguchi, voix française : Arnaud Laurent,
Le rival autoproclamé de Mash. Il a le sang chaud et est facile à irriter, mais c'est une bonne personne. Il utilise la magie d'explosion. Il "déteste les beaux gosses à en crever".
Lemon Irvine (レモン・アーヴィン, Remon Āvin)
Voix japonaise : Reina Ueda, voix française : Charlotte Hervieux,
La fiancée autoproclamée de Mash. Elle est douce et un peu bizarre. Mash l'a sauvée durant l'épreuve d'admission. Elle utilise la magie de contention.
Rayne Ames (レイン・エイムズ, Rein Eimuzu)
Voix japonaise : Yūki Kaji, voix française : Nicolas Dussaut
Rayne est l'actuel Élu Divin, préfet de Edler et est le frère aîné de Finn. Il est sérieux, mais adore les lapins. Il utilise la magie de l'épée. Il est le plus jeune sorcier à avoir reçu une force divine (3 marques).
Wahlberg Baigan (ウォールバーグ・バイガン, Uōrubāgu Baigan)
Voix japonaise : Mugihito, voix française : Marc Bretonnière
Directeur d'Easton, il était autrefois Élu Divin. Sa magie à l'air extrêmement puissante, il est très respecté par la majorité des personnages.
Margaret Macaron (マーガレット・マカロン, Māgaretto Makaron)
Voix japonaise : Takehito Koyasu, voix française : Benjamin Bollen
Préfet du dortoir Orca, il a refusé d'être nommé Élu Divin. Il utilise la magie du son.
Abel Walker (アベル・ウォーカー, Aberu Wōkā)
Voix japonaise : Yūichirō Umehara, voix française : Aurélien Raynal
Préfet du dortoir Lang, il possède 3 marques au visages. Il utilise une magie de marionnettiste et est le chef d'un groupe aux idées extrémistes.

## Manga
Le premier chapitre de Mashle est publié le 27 janvier 2020 dans le Weekly Shōnen Jump. La publication s'est terminée le 3 juillet 2023,. La série est éditée sous forme de volumes reliés par Shūeisha et se termine avec un total de 18 tomes en octobre 2023. La version française est publiée par Kazé du 7 avril 2021 au 30 septembre 2022 puis Crunchyroll à partir du 1er octobre 2022.

### Liste des volumes

#### Volumes 1 à 10
| no | Japonais        | Japonais          | Français        | Français          |
| no | Date de sortie  | ISBN              | Date de sortie  | ISBN              |
| --- | --------------- | ----------------- | --------------- | ----------------- |
| 1 | 4 juin 2020     | 978-4-08-882329-4 | 7 avril 2021    | 978-2-82034080-1  |
| Titre du tome : Mash Burnedead et ses muscles d'enferListe des chapitres : - Chapitre 1 : Mash Burnedead et ses muscles d'enfer (マッシュ・バーンデッドと鍛え抜かれた筋肉, Masshu・Bāndeddo to Kitae Nukareta Kin'niku) - Chapitre 2 : Mash Burnedead et l'étrange labyrinthe (マッシュ・バーンデッドと不思議な迷路, Masshu・Bāndeddo to Fushigina Meiro) - Chapitre 3 : Mash Burnedead et la poupée de la mort (マッシュ・バーンデッドと死の人形, Masshu・Bāndeddo to Shi no Ningyō) - Chapitre 4 : Mash Burnedead et le défi du balai (マッシュ・バーンデッドと箒と対決, Masshu・Bāndeddo to Hōki no Taiketsu) - Chapitre 5 : Mash Burnedead et le garçon à ne pas fâcher (マッシュ・バーンデッドと怒らせちゃいけない人, Masshu・Bāndeddo to Okorase Chaikenai Hito) - Chapitre 6 : Mash Burnedead et les règles de l'académie (マッシュ・バーンデッドと学校のルール, Masshu・Bāndeddo to Gakkō no Rūru) - Chapitre 7 : Mash Burnedead et le match de duelo (マッシュ・バーンデッドと箒の競技, Masshu・Bāndeddo to Hōki no Kyōgi) - Chapitre 8 : Mash Burnedead et le redoutable sorcier (マッシュ・バーンデッドと強の魔法使い, Masshu・Bāndeddo to Tsuyome no Mahōtsukai) |                 |                   |                 |                   |
| 2 | 4 août 2020     | 978-4-08-882377-5 | 7 avril 2021    | 978-2-82-034081-8 |
| Titre du tome : Mash Burnedead et la magie de ferListe des chapitres : - Chapitre 9 : Mash Burnedead et le grand frère (マッシュ・バーンデッドとお兄ちゃん, Masshu・Bāndeddo to Onii-chan) - Chapitre 10 : Mash Burnedead et le pouvoir des potions (マッシュ・バーンデッドと魔法薬学の課題, Masshu・Bāndeddo to Mahōyakugaku no Kadai) - Chapitre 11 : Mash Burnedead et le garçon malchanceux en amour (マッシュ・バーンデッドとモテない同級生, Masshu・Bāndeddo to Motenai Dōkyūsei) - Chapitre 12 : Mash Burnedead et les faux-semblants de l'amour (マッシュ・バーンデッドと恋模様, Masshu・Bāndeddo to Koi Moyō) - Chapitre 13 : Mash Burnedead et l'indécrottable entêté (マッシュ・バーンデッドと疑えない男, Masshu・Bāndeddo to Utagaenai Otoko) - Chapitre 14 : Mash Burnedead et la magie de fer (マシュ・バーンデッドと鉄の魔法, Masshu・Bāndeddo to Tetsu no Mahō) - Chapitre 15 : Mash Burnedead et le scorpion forestier géant (マシュ・バーンデッドと巨大森サソリ, Masshu・Bândeddo to Kyodai Mori Sasori) - Chapitre 16 : Mash Burnedead et le squelette de licorne (マシュ・バーンデッドとユニコーンの骨, Masshu・Bândeddo to Yunikōn no Hone) - Chapitre 17 : Mash Burnedead et le marionnettiste (マシュ・バーンデッドと人形の魔法使い, Masshu・Bândeddo to Ningyō no Mahō Tsukai) |                 |                   |                 |                   |
| 3 | 2 octobre 2020  | 978-4-08-882377-5 | 2 juin 2021     | 978-2-82-034097-9 |
| Titre du tome : Mash Burnedead et le sorcier masquéListe des chapitres : - Chapitre 18 : Mash Burnedead et la balance magique (マッシュ・バーンデッドと魔法の秤, Masshu•Bândeddo to Mahō no Hakari) - Chapitre 19 : Lance Crown et le sorcier au shuriken (ランス・クラウンと手裏剣の魔法使い, Ransu•Kuraun to Shuriken Mahōtsukai) - Chapitre 20 : Mash Burnedead et le sorcier masqué (マシュ・バーンデッドと`仮面の魔法使い, Masshu•Bāndeddo to Kamen no Mahōtsukai) - Chapitre 21 : Mash Burnedead et le porte-bonheur (マシュ・バーンデッドとシュークリームのお守り, Masshu•Bāndeddo to Shūkurīmu no Omamori) - Chapitre 22 : Dot Barrett et le sorcier aux ronces (ドット・バレットといばらの魔法使い, Dotto•Baretto to Ibara no Mahōtsukai) - Chapitre 23 : Mash Burnedead et les loups magiciens (マッシュ・バーンデッドと狼の魔法使いたち, Masshu•Bāndeddo to Ōkami no Mahōtsukai-tachi) - Chapitre 24 : Lance Crown et le manipulateur de boue (ランス・クラウンと泥の魔法使い, Ransu•Kuraun to Doro no Mahōtsukai) - Chapitre 25 : Lance Crown et les sorts de sang supérieur (ランス・クラウンと高等魔法, Ransu•Kuraun to Kōtō Mahō) - Chapitre 26 : Mash Burnedead et le sorcier au sort d'accélération (マッシュ・バーンデッドと加速の魔法使い, Masshu•Bāndeddo to Kasoku no Mahōtsukai) |                 |                   |                 |                   |
| 4 | 4 janvier 2021  | 978-4-08-882526-7 | 18 août 2021    | 978-2-82-034113-6 |
| Titre du tome : Mash Burnedead et la loi du plus fortListe des chapitres : - Chapitre 27 : Mash Burnedead et la super magie d'accélération (マッシュ・バーンデッドと速度の高等魔法, Masshu Bāndeddo to Sokudo no Kōtō Mahō) - Chapitre 28 : Mash Burnedead et le masque brisé (マッシュ・バーンデッドと割れた仮面, Masshu Bāndeddo to Wareta Kamen) - Chapitre 29 : Dot Barrett et la manipulatrice de tornade (ドット・バレットと竜巻の魔法使い, Dotto Baretto to Tatsumaki no Mahōtsukai) - Chapitre 30 : Dot Barrett et el très talentueux sorcier (ドット・バレットとすごく強い魔法使い, Dotto Baretto to Sugoku Tsuyoi Mahōtsukai) - Chapitre 31 : Mash Burnedead et l'élu divin (マッシュ・バーンデッドと神覚者の男, Masshu Bāndeddo to Kami Satoru-sha no Otoko) - Chapitre 32 : Mash Burnedead et la séance de bowling improvisée (マッシュ・バーンデッドと強引な球転がし, Masshu Bāndeddo to Gōin'na Kyū Korogashi) - Chapitre 33 : Mash Burnedead et le coup de genou (マッシュ・バーンデッドと膝蹴り, Masshu Bāndeddo to Hizageri) - Chapitre 34 : Mash Burnedead et la loi du plus fort (マッシュ・バーンデッドと弱肉強食, Masshu Bāndeddo to Jakunikukyōshoku) - Chapitre 35 : Mash Burnedead et la danse de la victoire (マッシュ・バーンデッドと勝利の舞, Masshu Bāndeddo to Shōri no Mai) |                 |                   |                 |                   |
| 5 | 4 mars 2021     | 978-4-08-882575-5 | 20 octobre 2021 | 978-2-82-034300-0 |
| Titre du tome : Mash Burnedead et le miroir magiqueListe des chapitres : - Chapitre 36 : Mash Burnedead et le choux à la crème party (マッシュバーンデッドとシュークリームパーティー, Masshu Bāndeddo to Shūkurīmu Pātī) - Chapitre 37 : Mash Burnedead et la pluie noire (マッシュ・バーンデッドと黒い雨, Masshu Bāndeddo to Kuroi Ame) - Chapitre 38 : Mash Burnedead et le miroir magique (マッシュ・バーンデッドと魔法の鏡, Masshu Bāndeddo to Mahō no Kagami) - Chapitre 39 : Mash Burnedead et la fête de la victoire (マッシュ・バーンデッドと祝勝パーティー, Masshu Bāndeddo to Shukushō Pātī) - Chapitre 40 : Mash Burnedead et la flamme de la bougie (マッシュ・バーンデッドと蝋燭の火, Masshu Bāndeddo to Rōsoku no Hi) - Chapitre 41 : Mash Burnedead et les Élus divins (マッシュ・バーンデッドと神覚者たち, Masshu Bāndeddo to Kami Satoru-sha-tachi) - Chapitre 42 : Mash Burnedead et le manipulateur de sable (マッシュ・バーンデッドと砂の神覚者, Masshu Bāndeddo to Suna no Kami Kakuja) - Chapitre 43 : Mash Burnedead et la boutique de baguettes (マッシュ・バーンデッドと杖の店, Masshu Bāndeddo to Tsue no Mise) - Chapitre 44 : Mash Burnedead et le retour au bercail (マッシュ・バーンデッドと実家, Masshu Bāndeddo to Jikka) |                 |                   |                 |                   |
| 6 | 30 avril 2021   | 978-4-08-882639-4 | 8 décembre 2021 | 978-2-82-034127-3 |
| Titre du tome : Finn Ames et l'importance de l'amitiéListe des chapitres : - Chapitre 45 : Rayne Ames et le sorcier accro aux sensations fortes (レイン・エイムズと刺激的な魔法使い, Rein Eimuzu to Shigeki-tekina Mahōtsukai) - Chapitre 46 : Rayne Ames et les dons divins (レイン・エイムズと神に選ばれた力, Rein Eimuzu to Kami ni Eraba Reta Chikara) - Chapitre 47 : Mash Burnedead et les épreuves de sélection (マッシュ・バーンデッドと選抜試験, Masshu Bāndeddo to Senbatsu Shiken) - Chapitre 48 : Mash Burnedead et les boucs infernaux (マッシュ・バーンデッドと羊の死霊, Masshu Bāndeddo to Hitsuji no Shiryō) - Chapitre 49 : Mash Burnedead et le ballon increvable (マッシュ・バーンデッドと強固な風船, Masshu Bāndeddo to Kyōkona Fūsen) - Chapitre 50 : Mash Burnedead et le shake protéiné (マッシュ・バーンデッドとプロテイン, Masshu Bāndeddo to Purotein) - Chapitre 51 : Mash Burnedead et les cristaux brisés (マッシュ・バーンデッドと割れた水晶, Masshu Bāndeddo to Wareta Suishō) - Chapitre 52 : Finn Ames et l'importance de l'amitié (フィン・エイムズと友達, Fin Eimuzu to Tomodachi) - Chapitre 53 : Mash Burnedead et la baguette de guérison (マッシュ・バーンデッドと治癒の杖, Masshu Bāndeddo to Chiyu no Tsue) |                 |                   |                 |                   |
| 7 | 4 août 2021     | 978-4-08-882728-5 | 16 février 2022 | 978-2-82-034346-8 |
| Titre du tome : Mash Burnedead et le tennis dévastateurListe des chapitres : - Chapitre 54 : Mash Burnedead et le tennis dévastateur (マッシュ・バーンデッドと暴走の庭球, Masshu Bāndeddo to Bōsō no Teikyū) - Chapitre 55 : Margaret Macaron et les deux adversaires (マーガレット・マカロンと2人の試験者, Māgaretto Makaron to 2-ri no Shiken-sha) - Chapitre 56 : Mash Burnedead et l'Élu divin de la flamme (マッシュ・バーンデッドと炎の神覚者, Masshu Bāndeddo to Honō no Kami Kakuja) - Chapitre 57 : Mash Burnedead et la partie de regarder n'est pas jouer (マッシュ・バーンデッドと危ないアッチ向いてホイ, Masshu Bāndeddo to Abunai Atchi Muite Hoi) - Chapitre 58 : Mash Burnedead et l'épreuve finale (マッシュ・バーンデッドと最終試験, Masshu Bāndeddo to Saishū Shiken) - Chapitre 59 : Mash Burnedead et le sorcier virtuose (マッシュ・バーンデッドと音の魔法使い, Masshu Bāndeddo to Oto no Mahōtsukai) - Chapitre 60 : Mash Burnedead et la métamorphose forcée (マッシュ・バーンデッドと罪な突然変異, Masshu Bāndeddo to Tsumina Totsuzenhen'i) - Chapitre 61 : Mash Burnedead et la partie de chat supersonique (マッシュ・バーンデッドと音速鬼ごっこ, Masshu Bāndeddo to Onsoku Onigokko) - Chapitre 62 : Mash Burnedead et la situation dramatique (マッシュ・バーンデッドと最大の危機, Masshu Bāndeddo to Saidai no Kiki) |                 |                   |                 |                   |
| 8 | 4 octobre 2021  | 978-4-08-882787-2 | 20 avril 2022   | 978-2-82-034354-3 |
| Titre du tome : Mash Burnedead et les quatre anneaux de diamantListe des chapitres : - Chapitre 63 : Mash Burnedead et la tour infernale (マッシュ・バーンデッドと大きな塔, Masshu Bāndeddo to Ōkina Tō) - Chapitre 64 : Dot Lance et la magie rajeunissante (ドットとランスと赤ちゃん魔法, Dotto to Ransu to Akachan Mahō) - Chapitre 65 : Mash Burnedead et la course effrénée (マッシュ・バーンデッドとランニング, Masshu Bāndeddo to Ran'ningu) - Chapitre 66 : Mash Burnedead et le coup de théâtre (マッシュ・バーンデッドと重ための人生, Masshu Bāndeddo to Omo Tame no Jinsei) - Chapitre 67 : Mash Burnedead et les quatre anneaux de diamant (マッシュ・バーンデッドと4枚の金剛刃, Masshu Bāndeddo to 4-mai no Kongō ha) - Chapitre 68 : Wahlberg Baïgan et la magie des ténèbres (ウォールバーグ・バイガンと闇の魔法, Uōrubāgu Baigan to Yami no Mahō) - Chapitre 69 : Wahlberg Baïgan et la magie temporelle (ウォールバーグ・バイガンと時の魔法, Uōrubāgu Baigan to Toki no Mahō) - Chapitre 70 : Wahlberg Baïgan et le pire des dangers (ウォールバーグ・バイガンと最大の危機, Uōrubāgu Baigan to Saidai no Kiki) - Chapitre 71 : Mash Burnedead et les origines du plus puissant sorcier (マッシュ・バーンデッドと最強の魔法使いの始まり, Masshu Bāndeddo to Saikyō no Mahō Tsukai no Hajimari) - Chapitre 72 : Mash Burnedead et la méga-chaîne (マッシュ・バーンデッドと大きな綱, Masshu Bāndeddo to Ōkina Tsuna)                                                                             |                 |                   |                 |                   |
| 9 | 3 décembre 2021 | 978-4-08-882844-2 | 22 juin 2022    | 978-2-82-034373-4 |
| Titre du tome : Mash Burnedead et le tournoi des trois académiesListe des chapitres : - Chapitre 73 : Mash Burnedead et les plaisirs estivaux (マッシュ・バーンデッドと楽しい夏, Masshu Bāndeddo to Tanoshī Natsu) - Chapitre 74 : Mash Burnedead et la bataille à ne pas perdre (マッシュ・バーンデッドと負けられない戦い, Masshu Bāndeddo to Make Rarenai Tatakai) - Chapitre 75 : Mash Burnedead et le grand oral (マッシュ・バーンデッドと口頭試問, Masshu Bāndeddo to Kōtō Shimon) - Chapitre 76 : Mash Burnedead et l'implacable lance de sable (マッシュ・バーンデッドと耐え切れ砂の槍, Masshu Bāndeddo to Tae-gire Suna no Yari) - Chapitre 77 : Mash Burnedead et l'épreuve à venir (マッシュ・バーンデッドと次の試験, Masshu Bāndeddo to Tsugi no Shiken) - Chapitre 78 : Mash Burnedead et le tournoi des trois académies (マッシュ・バーンデッドと三魔対争神覚者最終試験, Masshu Bāndeddo to Sanma Taisō Shin Kakuja Saishū Shiken) - Chapitre 79 : Mash Burnedead et l'école de la doctrine de la toute-puissance (マッシュバーンデッドと実力主義魔法学校, Masshu Bāndeddo to Jitsuryoku Shugi Mahō Gakkō) - Chapitre 80 : Mash Burnedead et la partie de pouilleux (マッシュバーンデッドとみんなでトランプ, Masshu Bāndeddo to Minna de Toranpu) - Chapitre 81 : Mash Burnedead et les amis fidèles (マッシュバーンデッドと良い友達, Masshu Bāndeddo to Yoi Tomodachi) - Chapitre 82 : Mash Burnedead et sa vie de nourrisson (マッシュバーンデッドと赤子の時, Masshu Bāndeddo to Akago no Toki) |                 |                   |                 |                   |
| 10 | 4 mars 2022     | 978-4-08-883036-0 | 24 août 2022    | 978-2-82-034383-3 |
| Titre du tome : Mash Burnedead et l'armure d'aimantsListe des chapitres : - Chapitre 83 : Mash Burnedead et le Mangeombres (マッシ・ュバーンデッドと影喰者, Masshu Bāndeddo to Shadou Ītā) - Chapitre 84 : Mash Burnedead et le sorcier manipulateur d'insectes (マッシ・ュバーンデッドと昆虫の魔法使い, Masshu Bāndeddo to Konchū no Mahō Tsukai) - Chapitre 85 : Mash Burnedead et le sorcier manipulateur d'aimants (マッシ・ュバーンデッドと磁石の魔法使い, Masshu Bāndeddo to Jishaku no Mahō Tsukai) - Chapitre 86 : Lance Crown et la partie endiablée de chasse-taupes (ランス・クラウンと暴れるモグラ叩き, Ransu Kuraun to Abareru Mogura Tataki) - Chapitre 87 : Dot Barrett et la double ration d'adversaires (ドット・バレットと2人の敵, Dotto Baretto to Futari no Teki) - Chapitre 88 : Dot Barrett et l'implacable volonté (ドット・バレットと押し通す意地, Dotto Baretto to Oshitōsu Iji) - Chapitre 89 : Mash Burnedead et la deuxième baguette (マッシュ・バーンデッドと2本目の杖, Masshu Bāndeddo to Nihon-me no Tsue) - Chapitre 90 : Mash Burnedead et le canon magnétique à éclair (マッシュ・バーンデッドと雷と磁石の大筒, Masshu Bāndeddo to Kaminari to Jishaku no Ōdzutsu) - Chapitre 91 : Mash Burnedead et l'armure d'aimants (マッシュ・バーンデッドと磁石の鎧, Masshu・Bāndeddo to Jishaku no Yoroi) |                 |                   |                 |                   |

#### Volumes 11 à 18
| no | Japonais        | Japonais          | Français         | Français                                                                 |
| no | Date de sortie  | ISBN              | Date de sortie   | ISBN                                                                     |
| --- | --------------- | ----------------- | ---------------- | ------------------------------------------------------------------------ |
| 11 | 2 mai 2022      | 978-4-08-883097-1 | 19 octobre 2022  | 978-2-82-034396-3 (édition standard) 978-2-82-034487-8 (édition limitée) |
| Titre du tome : Mash Burnedead et la divinité aquatique Extra: En France, l'édition limitée est comprise avec des stand-up acryliques, une planche de stickers et un poster.Liste des chapitres : - Chapitre 92 : Mash Burnedead et le gouffre insondable (マッシュ・バーンデッドと底なしの落とし穴, Masshu Bāndeddo to Sokonashi no Otoshiana) - Chapitre 93 : Mash Burnedead et le manipulateur d'eau (マッシュ・バーンデッドと水の魔法使い, Masshu Bāndeddo to Mizu no Mahō Tsukai) - Chapitre 94 : Mash Burnedead et la crise de colère aquatique (マッシュ・バーンデッドと水の化身の怒り, Masshu Bāndeddo to Mizu no Keshin no Ikari) - Chapitre 95 : Mash Burnedead et la divinité aquatique (マッシュ・バーンデッドと水の神, Masshu Bāndeddo to Mizu no Kami) - Chapitre 96 : Mash Burnedead et la mobilisation musculaire générale (マッシュ・バーンデッドと筋肉総動員, Masshu Bāndeddo to Kin'niku Sōdōin) - Chapitre 97 : Mash Burnedead et les poings innombrables (マッシュ・バーンデッドと無数の拳, Masshu Bāndeddo to Musū no Kobushi) - Chapitre 98 : Mash Burnedead et le grand dénouement (マッシュ・バーンデッドと決着の時, Masshu Bāndeddo to Kecchaku no Toki) - Chapitre 99 : Mash Burnedead et les deux surhommes (マッシュ・バーンデッドと強い2人, Masshu Bāndeddo to Tsuyoi 2-ri) - Chapitre 100 : Mash Burnedead et l'assassin surpuissant (マッシュ・バーンデッドと最強の刺客, Masshu Bāndeddo to Saikyō no Shikaku) |                 |                   |                  |                                                                          |
| 12 | 4 juillet 2022  | 978-4-08-883159-6 | 7 décembre 2022  | 978-2-82-034411-3                                                        |
| Titre du tome : Mash Burnedead et les quintuplés de l'enferListe des chapitres : - Chapitre 101 : マッシュ・バーンデッドと闇のマグマ (Masshu Bāndeddo to Yami no Maguma) - Chapitre 102 : マッシュ・バーンデッドと5人の兄弟 (Masshu Bāndeddo to 5-ri no Kyōdai) - Chapitre 103 : マッシュ・バーンデッドと痛めの治療 (Masshu Bāndeddo to Itame no Chiryō) - Chapitre 104 : マッシュ・バーンデッドと尻尾取り (Masshu Bāndeddo to Shippo-tori) - Chapitre 105 : マッシュ・バーンデッドと試練の鎧 (Masshu Bāndeddo to Shiren no Yoroi) - Chapitre 106 : マッシュ・バーンデッドと戦う理由 (Masshu Bāndeddo to Tatakau no Riyū) - Chapitre 107 : マッシュ・バーンデッド達と強くなるための修行 (Masshu Bāndeddo Tachi to Tsuyoku Naru Tame no Shugyō) - Chapitre 108 : マッシュ・バーンデッド達と (Masshu Bāndeddo Tachi to) - Chapitre 109 : ライオ・グランツと悪の巨人 (Raio Gurantsu to Aku no Kyojin) |                 |                   |                  |                                                                          |
| 13 | 4 octobre 2022  | 978-4-08-883258-6 | 8 mars 2023      | 978-2-82-034600-1                                                        |
| Titre du tome : Rayne Ames et le redoutable hallebardierListe des chapitres : - Chapitre 110 : Les Élus Divins et l'armée du mal (神覚者たちと悪の軍団, Shinkakusha-tachi to Aku no Gundan) - Chapitre 111 : Les Élus Divins et l'impitoyable fratrie (神覚者たちと最凶のご兄弟, Shinkakushatachi to Saikyō no Go Kyōdai) - Chapitre 112 : Mash Burnedead et les symboles de la paix (マッシュ・バーンデッドと平和の象徴, Masshu Bāndeddo to Heiwa no Shōchō) - Chapitre 113 : Ryoh Grantz et la défense de la ville (ライオ・グランツと市術防衛, Raio Gurantsu to Ichi-jutsu Bōei) - Chapitre 114 : Ryoh Grantz, la cellule de crise et l'ultime bataille (ライオ・グランツたちと最後の戦い, Raio Gurantsu tachi to Saigo no Tatakai) - Chapitre 115 : Finn Ames et les deux gardiens (フェン・エイムズと2人の門番, Fin Eimuzu to 2-Ri no Monban) - Chapitre 116 : Ryoh Grantz, ses alliés, et l'incursion dans la base ennemie (ライオ・グランツたちと敵のアジトへの侵入, Raio Gurantsu to Teki no Ajito e no Shin'nyū) - Chapitre 117 : Raynes Ames et le redoutable hallebardier (レイン・エイムズと最強の鉾使い, Rein Eimuzu to Saikyō no Hoko Tsukai) - Chapitre 118 : Raynes Ames et son implacable détermination (レイン・エイムズと決めたこと, Rein Eimuzu to Kimeta koto) |                 |                   |                  |                                                                          |
| 14 | 2 décembre 2022 | 978-4-08-883403-0 | 10 mai 2023      | 978-2-82-034612-4                                                        |
| Titre du tome : Lance Crown et Dot BarrettListe des chapitres : - Chapitre 119 : Raynes Ames et l'amour fraternel (レイン・エイムズと２人だけの家族, Rein Eimuzu to 2-Ri Dake no Kazoku) - Chapitre 120 : Lance Crown et Dot Barrett (ランス・クラウンとドット・バレット, Ransu Kuraun to Dotto Baretto) - Chapitre 121 : Dot Barett et les côtés agaçants de Lance (ドット・バレットと気にくわないもの, Dotto Baretto to Ki ni Kuwanai mono) - Chapitre 122 : Lance Crown et le retournement de situation (ランス・クラウンと予想外のこと, Ransu Kuraun to Yosō-gai no Koto) - Chapitre 123 : Dot Barett et la rage puissance 100 (ドット・バレットと100回の怒り, Dotto Baretto to 100-Kai no Ikari) - Chapitre 124 : Orter Mádl et le cirque de la mort (オーター・マドルと死のサーカス, Ōtā Madoru to Shi no Sākasu) - Chapitre 125 : Orter Madl et l'adversaire invisible (オーター・マドルと見えない敵, Ōtā Madoru to Mienai Teki) - Chapitre 126 : Lemon Irvine et le dompteur tatoué (レモン・アーヴィンと墨の獣使い, Remon Āvin to Boku no Kemono Tsukai) - Chapitre 127 : Lance Crown, Dot Barrett et le fils aîné (ランス・クラウンとドット・バレットと長男, Ransu Kuraun to Dotto Baretto to Chōnan) |                 |                   |                  |                                                                          |
| 15 | 3 février 2023  | 978-4-08-883426-9 | 5 juillet 2023   | 978-2-82-034624-7                                                        |
| Liste des chapitres : - Chapitre 128 : Les frères et sœurs Ames et le frère aîné (エイムズ兄弟と長男, Eimuzu Kyōdai to Chōnan) - Chapitre 129 : Orter Madl et le fils aîné (オーター・マドルと長男, Ōtā Madoru to Chōnan) - Chapitre 130 : Les visionnaires et le fils aîné (神覚者たちと長男, Shinkakushatachi to Chōnan) - Chapitre 131 : Le visionnaire de la lumière et le fils aîné (光の新覚者と最強の長男, Hikari no Shinkakusha to Saikyō no Chōnan) - Chapitre 132 : Ryoh Grantz et l'énorme erreur de calcul (ライオ・グランツと大きな誤算, Raio Gurantsu to Ōkina Gosan) - Chapitre 133 : Finn Ames et sa camaraderie fidèle (フィン・エイムズと仲間たち, Fin Eimuzu to Nakama-tachi) - Chapitre 134 : Ryoh Grantz et le dernier recours (ライオ・グランツと奥の手, Raio Gurantsu to Okunote) - Chapitre 135 : Ryoh Grantz et la définition du beau (ライオ・グランツと男前, Raio Gurantsu to Otokomae) - Chapitre 136 : Mash Burnedead et le destin imparable (マッシュ・バーンデッドと最強の長男ドゥウム, Masshu Bāndeddo to Saikyō no Chōnan Dūmu) |                 |                   |                  |                                                                          |
| 16 | 4 avril 2023    | 978-4-08-883447-4 | 6 septembre 2023 | 978-2-82-034639-1                                                        |
| Liste des chapitres : - Chapitre 137 : Mash Burnedead et le pouvoir déverrouillé (マッシュ・バーンデッドと新しい力, Masshu Bāndeddo to Atarashī Chikara) - Chapitre 138 : Mash Burnedead et la magie des miroirs (マッシュ・バーンデッドと鏡の魔法, Masshu Bāndeddo to Kagami no Mahō) - Chapitre 139 : Mash Burnedead et le quadruple mirage (マッシュ・バーンデッドと4人の幻影, Masshu Bāndeddo to 4-nin no Genei) - Chapitre 140 : Mash Burnedead et la forme ultime (マッシュ・バーンデッドと究極の形, Masshu Bāndeddo to Kyūkyoku no Katachi) - Chapitre 141 : Mash Burnedead et les cent exemplaires (マッシュ・バーンデッドと百の分身, Masshu Bāndeddo to Hyaku no Bunshin) - Chapitre 142 : Mash Burnedead et l'ennemi final (マッシュ・バーンデッドと最後の敵, Masshu Bāndeddo to Saigo no Teki) - Chapitre 143 : Mash Burnedead et les bras flétris (マッシュ・バーンデッドと枯れた腕, Masshu Bāndeddo to Kareta Ude) - Chapitre 144 : Mash Burnedead et le détroit désespéré (マッシュ・バーンデッドと絶対絶命, Masshu Bāndeddo to Zettai Zetsumei) - Chapitre 145 : Mash Burnedead et l'allié innatendu (マッシュ・バーンデッドと秘密の助っ人, Masshu Bāndeddo to Himitsu no Suketto) |                 |                   |                  |                                                                          |
| 17 | 4 juillet 2023  | 978-4-08-883568-6 | 8 novembre 2023  | 978-2-82-034650-6                                                        |
| Liste des chapitres : - Chapitre 146 : Domina Blowelive et la rédemption idéale (ドミナ・ブローライブとありたい姿, Domina Burōraibu to Aritai Sugata) - Chapitre 147 : Orter Madl et la décision logique (オーター・マドルと合理的選択, Ōtā Madoru to Gōri-teki Sentaku) - Chapitre 148 : Mash Burnedead et la demande de la porte (マッシュ・バーンデッドと対価の扉, Masshu Bāndeddo to Taika no Tobira) - Chapitre 149 : Zéro innocent et la magie imparable (無邪気な淵源と無敵の魔法, Mujakina Engen to Muteki no Mahō) - Chapitre 150 : Ochoa et le choix de la trahison (オチョアと裏切りの選択, Ochoa to Uragiri no Sentaku) - Chapitre 151 : Lance Crown et la résistance finale (ランス・クラウンと最後の粘り, Ransu Kuraun to Saigo no Nebari) - Chapitre 152 : Ochoa et l'énorme dilemme (オチョアと大きな葛藤, Ochoa to Ōkina Kattō) - Chapitre 153 : Mash Burnedead et la magie qui ralentit le temps (マッシュ・バーンデッドと時を遅くする魔法, Masshu Bāndeddo to Toki o Osoku suru Mahō) - Chapitre 154 : Mash Burnedead et comment avez-vous pu… !! (マッシュ・バーンデッドといくらなんでもそれは…, Masshu Bāndeddo to Ikura nan Demo sore Wa…) |                 |                   |                  |                                                                          |
| 18 | 4 octobre 2023  | 978-4-08-883668-3 | 21 février 2024  | 978-2-82-034802-9                                                        |
| Liste des chapitres : - Chapitre 155 : Mash Burnedead et le mage devenu dieu (マッシュ・バーンデッドと神になった魔法使い, Masshu Bāndeddo to Kami ni Natta Mahōtsukai) - Chapitre 156 : Mash Burnedead et le barrage magique (マッシュ・バーンデッドと近づけない魔法の乱撃, Masshu Bāndeddo to Chikadzukenai Mahō no Rangeki) - Chapitre 157 : Mash Burnedead et les rivaux réformés (マッシュ・バーンデッドとかつての強敵たち, Masshu Bāndeddo to Katsute no Kyōteki-tachi) - Chapitre 158 : Mash Burnedead et le pouvoir de chacun (マッシュ・バーンデッドとみんなの力, Masshu Bāndeddo to Min'nano Chikara) - Chapitre 159 : Mash Burnedead et la magie du rembobinage (マッシュ・バーンデッドと時を戻す魔法, Masshu Bāndeddo to Toki o Modosu Mahō) - Chapitre 160 : Mash Burnedead et les ténèbres qui dévorent le monde (マッシュ・バーンデッドと世界を飲み込む黒い闇, Masshu Bāndeddo to Sekai o Nomikomu kuroi Yami) - Chapitre 161 : Mash Burnedead et le visionnaire divin (マッシュ・バーンデッドと神覚者, Masshu Bāndeddo to Shinkakusha) - Chapitre 162 : Mash Burnedead et la fin généralement heureuse (最終話 マッシュ・バーンデッドとなんやかんやの幸せ, Masshu Bāndeddo to nan Yakan ya no Shiawase) |                 |                   |                  |                                                                          |

## Anime
L'adaptation en anime a été annoncée en juillet 2022. Produite par Aniplex, la série est réalisée par Tomoya Tanaka. Elle est scénarisée par Yōsuke Kuroda (ja) ; Hisashi Toshima s'occupe du design des personnages et Masaru Yokoyama compose la musique. La série est diffusée à partir du 8 avril 2023 sur Tokyo MX et d'autres chaînes au Japon. Elle sera adaptée dans son intégralité. Pour les autres pays, la série est licenciée par Crunchyroll.
À la fin du douzième épisode qui clôt la première saison, une deuxième saison a été annoncée, adaptant l'arc de l'examen de sélection des candidats au titre d'Élu divin. Celle-ci est diffusée du 6 janvier, au 30 mars 2024.

### Liste des épisodes

#### Saison 1
Taiiku Okazaki (ja) interprète le générique de début intitulé Knock Out, tandis que Philosophy no Dance interprète le générique de fin intitulé Shū Cream Funk (シュークリーム・ファンク).
| No                                    | Titre français,                                     | Titre japonais                                       | Titre japonais                            | Date de 1re diffusion |
| No                                    | Titre français,                                     | Kanji                                                | Rōmaji                                    | Date de 1re diffusion |
| ------------------------------------- | --------------------------------------------------- | ---------------------------------------------------- | ----------------------------------------- | --------------------- |
| 1                                     | Mash Burnedead et ses muscles d’enfer               | マッシュ・バーンデッドと鍛えぬかれた筋肉             | Masshu Bāndeddo to kitaenukareta kinniku  | 8 avril 2023          |
| [Chapitre 1]                          |                                                     |                                                      |                                           |                       |
| 2                                     | Mash Burnedead et l'étrange labyrinthe              | マッシュ・バーンデッドと不ふ思し議ぎな迷めい路ろ     | Masshu Bāndeddo to fushigina meiro        | 15 avril 2023         |
| [Chapitres 2-3-4]                     |                                                     |                                                      |                                           |                       |
| 3                                     | Mash Burnedead et le garçon à ne pas fâcher         | マッシュ・バーンデッドと怒おこらせちゃいけない人ひと | Masshu Bāndeddo to okorase chaikenai hito | 22 avril 2023         |
| [Chapitre 4-5-6-7]                    |                                                     |                                                      |                                           |                       |
| 4                                     | Mash Burnedead et le redoutable sorcier             | マッシュ・バーンデッドと強つよめの魔ま法ほう使つかい | Masshu Bāndeddo to tsume no mahōtsukai    | 29 avril 2023         |
| [Chapitres 7-8-9]                     |                                                     |                                                      |                                           |                       |
| 5                                     | Mash Burnedead et le garçon malchanceux en amour    | マッシュ・バーンデッドとモテない同級生               | Masshu Bāndeddo to motenai dōkyūsei       | 6 mai 2023            |
| [Chapitres 10-11-12]                  |                                                     |                                                      |                                           |                       |
| 6                                     | Mash Burnedead et la magie de fer                   | マッシュ・バーンデッドと鉄の魔法                     | Masshu Bāndeddo to tetsu no mahō          | 13 mai 2023           |
| [Chapitres 13-14-15-16]               |                                                     |                                                      |                                           |                       |
| 6.5                                   | Mash Burnedead et la lettre mystérieuse             | マッシュ・バーンデッドと不思議な手紙                 | Masshu Bāndeddo to fushigi na tegami      | 20 mai 2023           |
| Récapitulatif des épisodes précédents |                                                     |                                                      |                                           |                       |
| 7                                     | Mash Burnedead et le marionnettiste                 | マッシュ・バーンデッドと人形の魔法使い               | Masshu Bāndeddo to ningyō no mahōtsukai   | 27 mai 2023           |
| [Chapitres 17-18-19-20]               |                                                     |                                                      |                                           |                       |
| 8                                     | Mash Burnedead et les loups magiciens               | マッシュ・バーンデッドと狼の魔法使い                 | Masshu Bāndeddo to ōkami no mahōtsukai    | 3 juin 2023           |
| [Chapitres 21-22-23]                  |                                                     |                                                      |                                           |                       |
| 9                                     | Mash Burnedead et le sorcier au sort d'accélération | マッシュ・バーンデッドと加速する戦い                 | Masshu Bāndeddo to kasoku suru tatakai    | 10 juin 2023          |
| [Chapitres 24-25-26-27-28]            |                                                     |                                                      |                                           |                       |
| 10                                    | Mash Burnedead et l'élu divin                       | マッシュ・バーンデッドと神の先見者                   | Masshu Bāndeddo to kami no senkensha      | 17 juin 2023          |
| [Chapitres 29-30-31]                  |                                                     |                                                      |                                           |                       |
| 11                                    | Mash Burnedead et la loi du plus fort               | マッシュ・バーン デッドと弱肉強食                    | Masshu Bāndeddo to jakuniku kyōshoku      | 24 juin 2023          |
| [Chapitres 32-33-34-35]               |                                                     |                                                      |                                           |                       |
| 12                                    | Mash Burnedead et le miroir magique                 | マッシュ・バーンデッドと魔法の鏡                     | Masshu Bāndeddo to mahō no kagami         | 1er juillet 2023      |
| [Chapitres 36-37-38]                  |                                                     |                                                      |                                           |                       |

#### Saison 2
Arc de l'examen de sélection des candidats au titre d'Élu divin.
Creepy Nuts interprète le générique de début intitulé Bling-Bang-Bang-Born, tandis que Shiritsu Ebisu Chūgaku interprète le générique de fin intitulé Tokyo's Way (トーキョーズ・ウェイ！, Tōkyōzu Uei!).
| No                      | Titre français,                                         | Titre japonais                                 | Titre japonais                                       | Date de 1re diffusion |
| No                      | Titre français,                                         | Kanji                                          | Rōmaji                                               | Date de 1re diffusion |
| ----------------------- | ------------------------------------------------------- | ---------------------------------------------- | ---------------------------------------------------- | --------------------- |
| 1 (13)                  | Mash Burnedead et les élus divins                       | マッシュ・バーンデッドと神覚者たち             | Masshu bāndeddo to kami satorushatachi               | 6 janvier 2024        |
| [Chapitres 39-40-41-42] |                                                         |                                                |                                                      |                       |
| 2 (14)                  | Mash Burnedead et le retour au bercail                  | マッシュ・バーンデッドと実家                   | Masshu bāndeddo to jikka                             | 13 janvier 2024       |
| [Chapitres 43-44]       |                                                         |                                                |                                                      |                       |
| 3 (15)                  | Rayne Ames et les dons divins                           | レイン・エイムズと神に選ばれた力               | Rein Eimuzu to kami ni eraba reta chikara            | 20 janvier 2024       |
| [Chapitres 45-46]       |                                                         |                                                |                                                      |                       |
| 4 (16)                  | Mash Burnedead et le ballon increvable                  | マッシュ・バーンデッドと強固な風船             | Masshu Bāndeddo to kyōkona fūsen                     | 27 janvier 2024       |
| [Chapitres 47-48-49-50] |                                                         |                                                |                                                      |                       |
| 5 (17)                  | Finn Ames et l'importance de l'amitié                   | フィン・エイムズと友達                         | Fin Eimuzu to tomodachi                              | 3 février 2024        |
| [Chapitres 51-52-53-54] |                                                         |                                                |                                                      |                       |
| 6 (18)                  | Mash Burnedead et la partie de regarder n'est pas jouer | マッシュ・バーンデッドと危ないアッチ向いてホイ | Masshu Bāndeddo to abunai atchi muite hoi            | 17 février 2024       |
| [Chapitres 55-56-57-58] |                                                         |                                                |                                                      |                       |
| 7 (19)                  | Mash Burnedead et le sorcier virtuose                   | マッシュ・バーンデッドと音の魔法使い           | Masshu Bāndeddo to oto no mahōtsukai                 | 24 février 2024       |
| [Chapitres 59-60-61-62] |                                                         |                                                |                                                      |                       |
| 8 (20)                  | Mash Burnedead et la tour infernale                     | マッシュ・バーンデッドと大きな塔               | Masshu Bāndeddo to ōkina tō                          | 2 mars 2024           |
| [Chapitres 63-64]       |                                                         |                                                |                                                      |                       |
| 9 (21)                  | Wahlberg Baïgan et la magie des ténèbres                | ウォールバーグ・バイガンと闇の魔法             | Uōrubāgu Baigan to yami no mahō                      | 9 mars 2024           |
| [Chapitres 65-66-67-68] |                                                         |                                                |                                                      |                       |
| 10 (22)                 | Wahlberg Baïgan et le pire des dangers                  | ウォールバーグ・バイガンと最大の危機           | Uōrubāgu Baigan to saidai no kiki                    | 16 mars 2024          |
| [Chapitres 69-70]       |                                                         |                                                |                                                      |                       |
| 11 (23)                 | Mash Burnedead et les origines du plus puissant sorcier | マッシュ・バーンデッドと最強の魔法使いの始まり | Masshu Bāndeddo to saikyō no mahō tsukai no hajimari | 23 mars 2024          |
| [Chapitres 71-72]       |                                                         |                                                |                                                      |                       |
| 12 (24)                 | Mash Burnedead et les bons amis                         | マッシュバーンデッドと良い友達                 | Masshu Bāndeddo to yoi tomodachi                     | 30 mars 2024          |
| [Chapitres 73-74]       |                                                         |                                                |                                                      |                       |

#### Saison 3
La production d'une troisième saison a été annoncée à la fin de la diffusion de la deuxième saison, le 30 mars 2024. Depuis, aucune date ni information essentielle n'a été révélée.

## Réception
En juin 2020, au Japon, le volume 1 a atteint une rupture de stock. En avril 2021, le manga comptait plus de 1,4 million d'exemplaires en circulation. En août 2021, le manga comptait plus de 2,1 millions d'exemplaires en circulation.
En 2020, le manga est nommé pour le 6e Next Manga Award et se place 11e sur 50 nommés avec 12 894 votes,. La série s'est classée au 3e rang des « bandes dessinées de 2021 recommandées par les employés des librairies nationales » par le site web du Honya Club. Mashle a été nommé pour le 67e Prix Shōgakukan dans la catégorie shōnen en 2021.
En France, il s'agit du meilleur lancement de l'ancien éditeur Kazé avec 45 000 exemplaires vendus en un mois (25 000 exemplaires pour le premier tome et 20 000 pour le deuxième tome) et le quatrième meilleur lancement tous éditeurs confondus.